# Japonolirion osense
Japonolirion osense är en enhjärtbladig växtart som beskrevs av Takenoshin Nakai. Japonolirion osense ingår i släktet Japonolirion och familjen Petrosaviaceae. Inga underarter finns listade.

## Bildgalleri

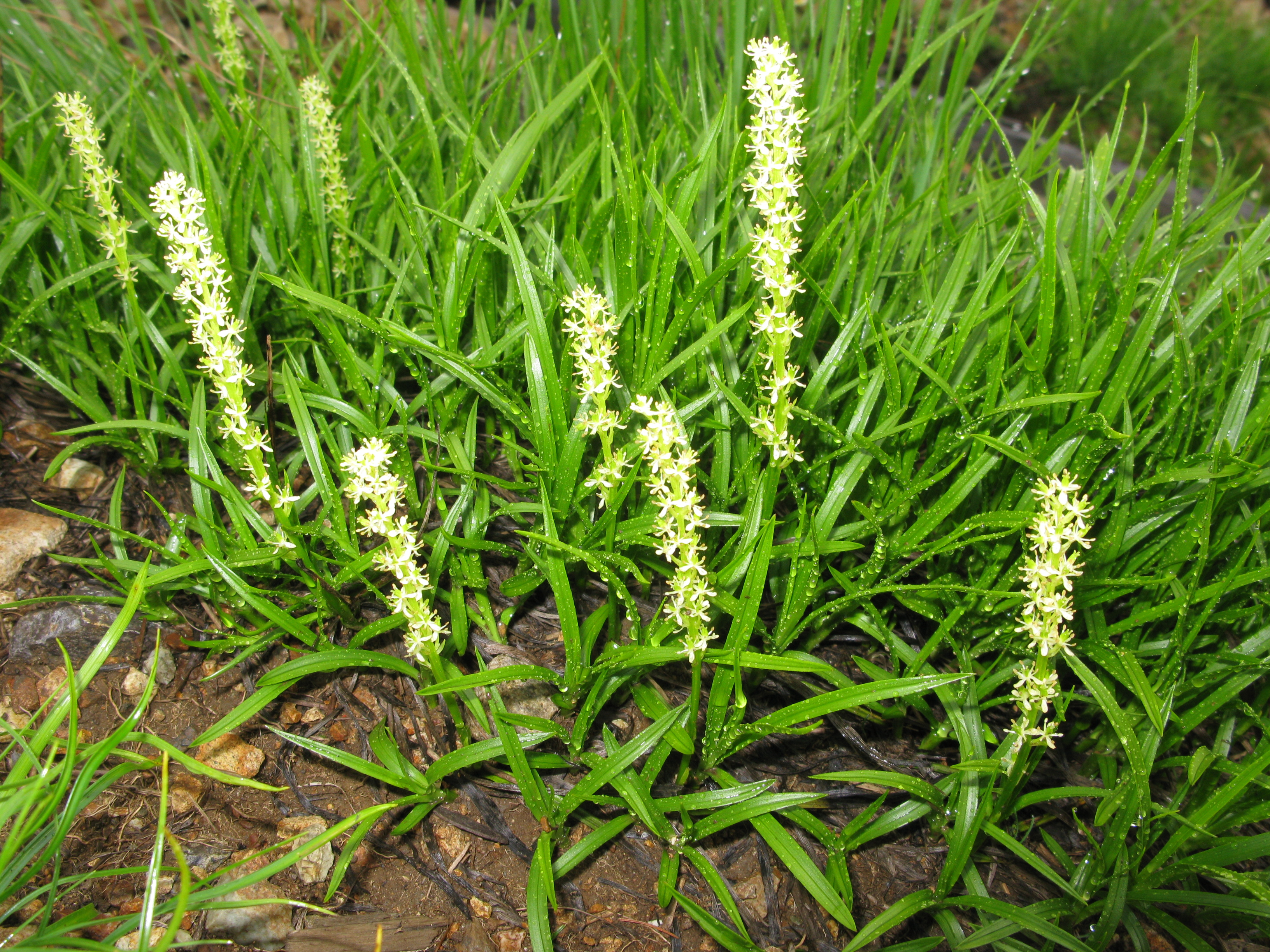
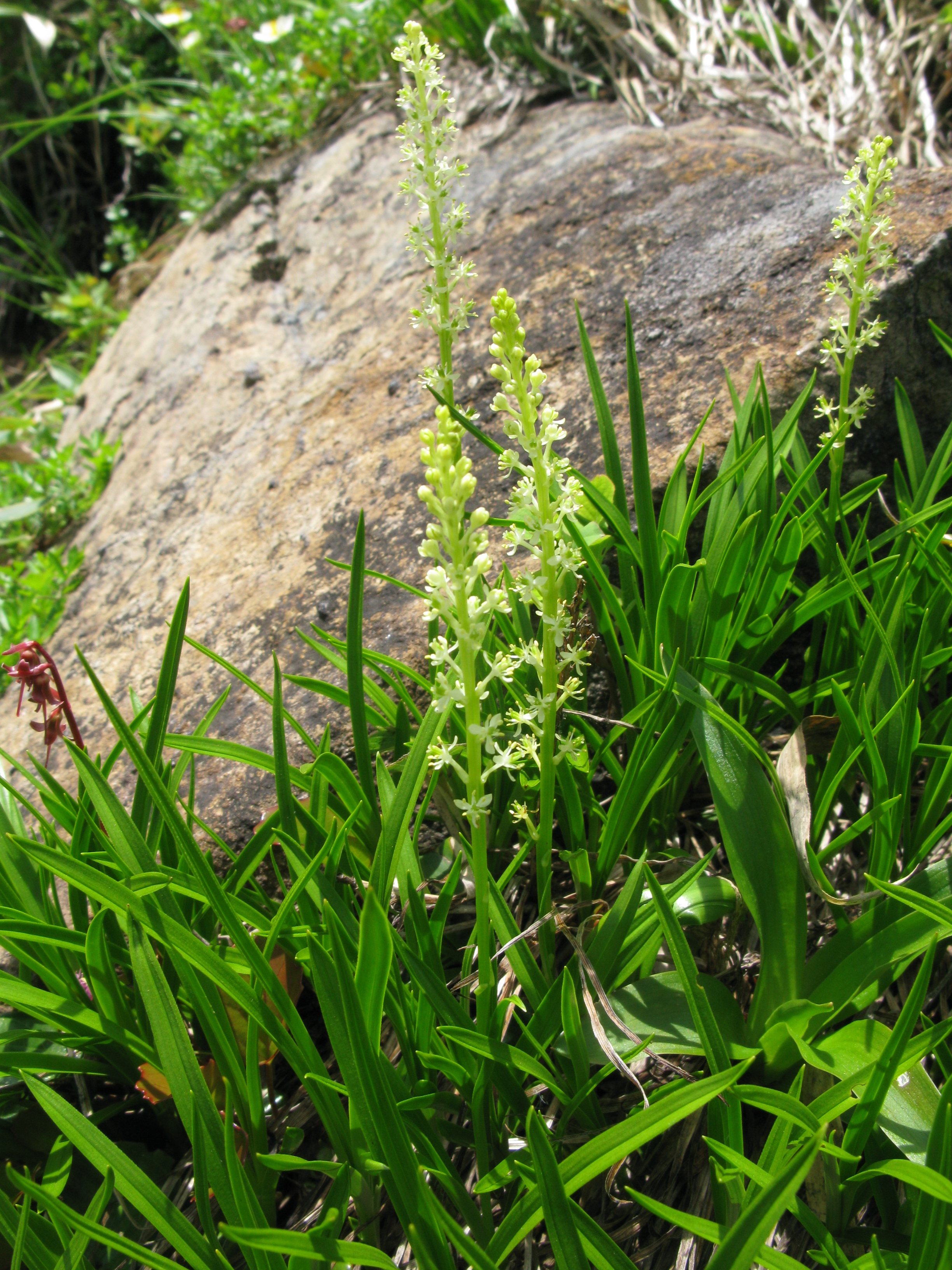
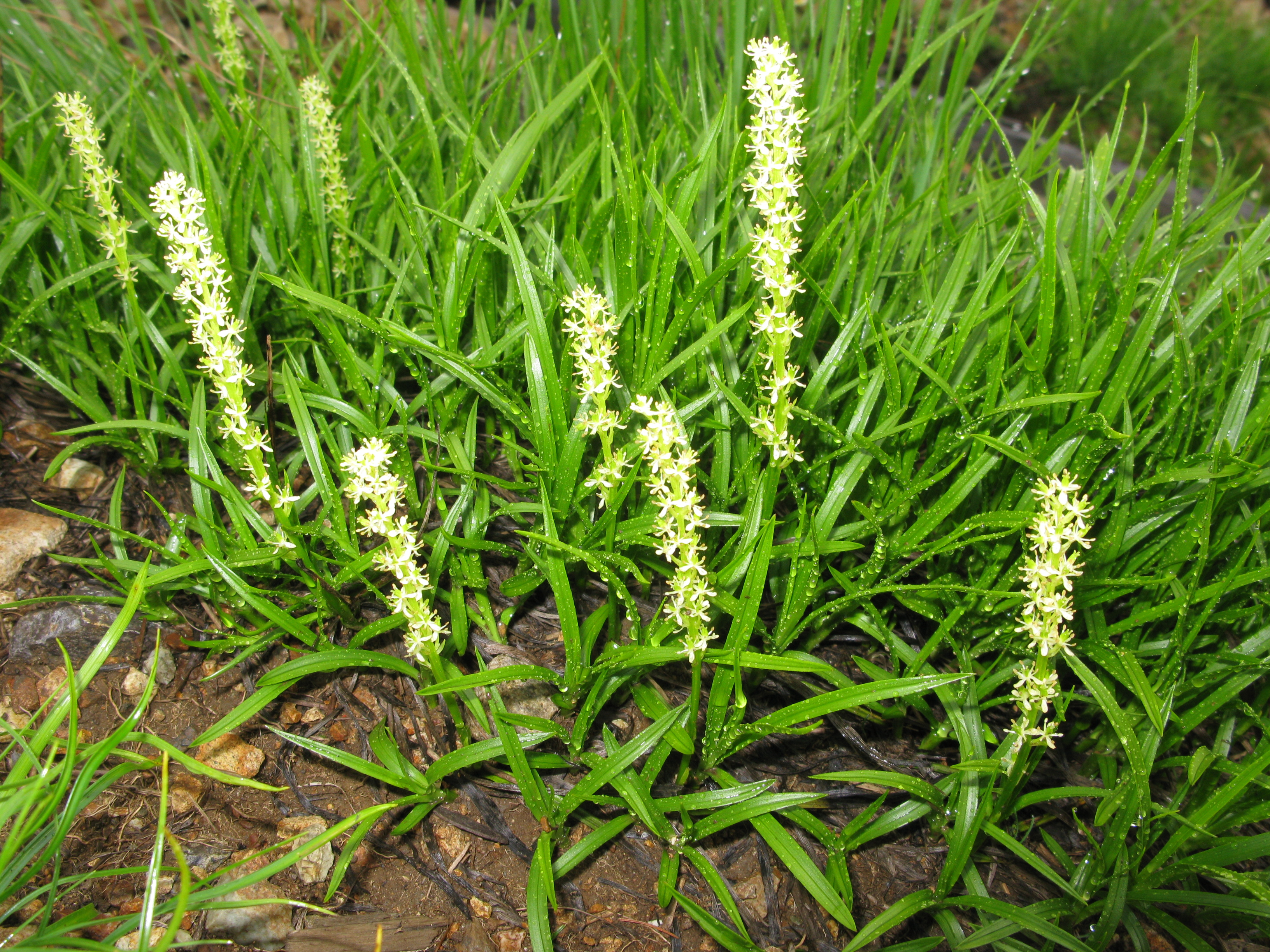